# 鄭仰虞
鄭仰虞（?—?），福建省汀州府長汀縣人，清朝政治人物、同進士出身。
光緒九年（1883年），参加癸未科殿試，登進士三甲121名。光緒十二年五月，著交吏部掣签，分发各省以知县即用。